# Бовения
Бове́ния (лат. Bowenia) — род саговников, содержит 2 современных и 2 ископаемых вида. Разные источники относят его к разным семействам: одни помещают его в семейство Замиевые (лат. Zamiaceae), другие — к семейству Стангериевые (лат. Stangeriaceae), третьи  выделяют его в самостоятельное семейство Бовениевые (лат. Boweniaceae).
Род назван в честь британского губернатора Джорджа Боуэна.

## Ареал и местообитание
Род представлен исключительно в Австралии. Два современных вида — эндемики Квинсленда, где они растут в тёплых, влажных тропических дождевых лесах, на защищённых склонах или вблизи ручьёв, в основном в низинах.

## Ботаническое описание
Стебли подземные, формируют клубни, напоминающие корнеплоды репы. На этих утолщённых стеблях сначала располагаются катафиллы (недоразвитые листья), потом листья и стробилы (шишки). Листья дваждыперистые. Это довольно редкое среди саговников явление: такими листьями обладают ещё лишь Cycas multipinnata и Cycas debaoensis, у всех остальных листья просто перистые. 
Женские шишки сферической формы, похожи на кулак. Опыление осуществляют насекомые, так как они скрыты под поверхностью листа. Зрелые семена от белого до синего цвета, также могут быть коричневыми. Распространение, вероятно, осуществляют грызуны или другие млекопитающие. 
Мужские шишки тоже имеют отдельные точки роста, сначала растут вертикально, потом — вкось. Они цилиндрические, около 7,5 см шириной и 2,5 длиной, от белого до кремового цвета. Они недолговечны и после опыления быстро разрушаются. 
Количество хромосом 2n = 18.

## Виды
По информации базы данных The Plant List (на июль 2016) род включает 2 вида:
- Bowenia serrulata (W.Bull) Chamb. — Бовения мелкопильчатая
- Bowenia spectabilis Hook. — Бовения эффектная

Ископаемый вид Bowenia eocenica известен по образцам, обнаруженным в угольных шахтах в Виктории, Австралия. Другой вымерший вид, Bowenia papillosa, найден в Новом Южном Уэльсе. Останки обоих видов относятся к эоцену и представляют собой фрагменты листовых пластинок.

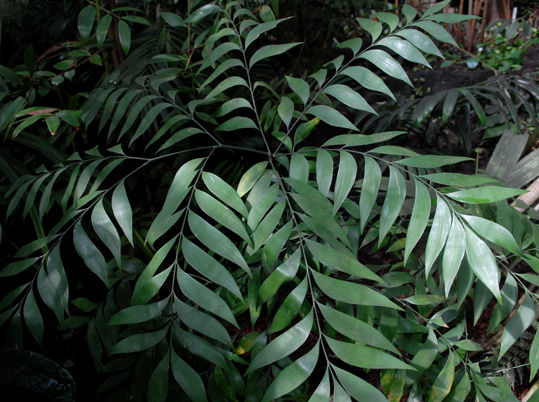
Bowenia spectabilis в Пражском ботаническом саду
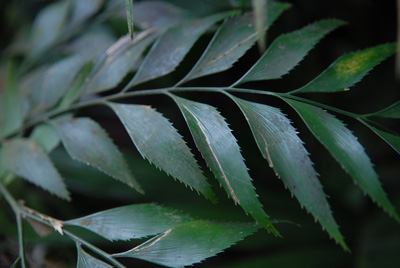
Bowenia serrulata в Пражском ботаническом саду